# Penja
Pour les articles homonymes, voir Penja (homonymie).
Penja est une localité siège de la commune de  Njombé-Penja située dans le département de Moungo et la région du Littoral au Cameroun. Elle recouvre le territoire de l'arrondissement du Njombe-Penja. Cette ville est notamment connue non seulement pour la qualité de son poivre aujourd'hui le meilleur à l'international  , mais aussi pour la richesse de ses terres avec une abondance de divers fruits faisant d'elle le grenier du Cameroun  

## Géographie
La localité de Penja est située sur la route nationale 5 à 52 km au sud du chef-lieu départemental Nkongsamba. La commune s'étend au centre du département du Moungo.
| Tombel | Loum   |         |
| Mombo  | Penja  | Yabassi |
|        | Mbanga |         |

## Histoire
Autrefois, Penja était une ville dynamique grâce à une activité agricole importante grâce à des terres volcaniques très fertile. Actuellement, la ville penche de plus en plus vers l'insalubrité. La commune rurale de Penja est créée en novembre 1993 par démembrement de la commune de Loum, elle a pour siège Penja et pour ressort l'arrondissement de Njombé-Penja.

## Population
Lors du recensement de 2005, la commune comptait 31 792 habitants, dont 17 392 pour Njombé Ville et 13 698 pour Penja Ville.

## Chefferies traditionnelles
L'arrondissement de Njombe-Penja est le siège de l'une des quatre chefferies traditionnelles de 1er degré du département du Moungo :

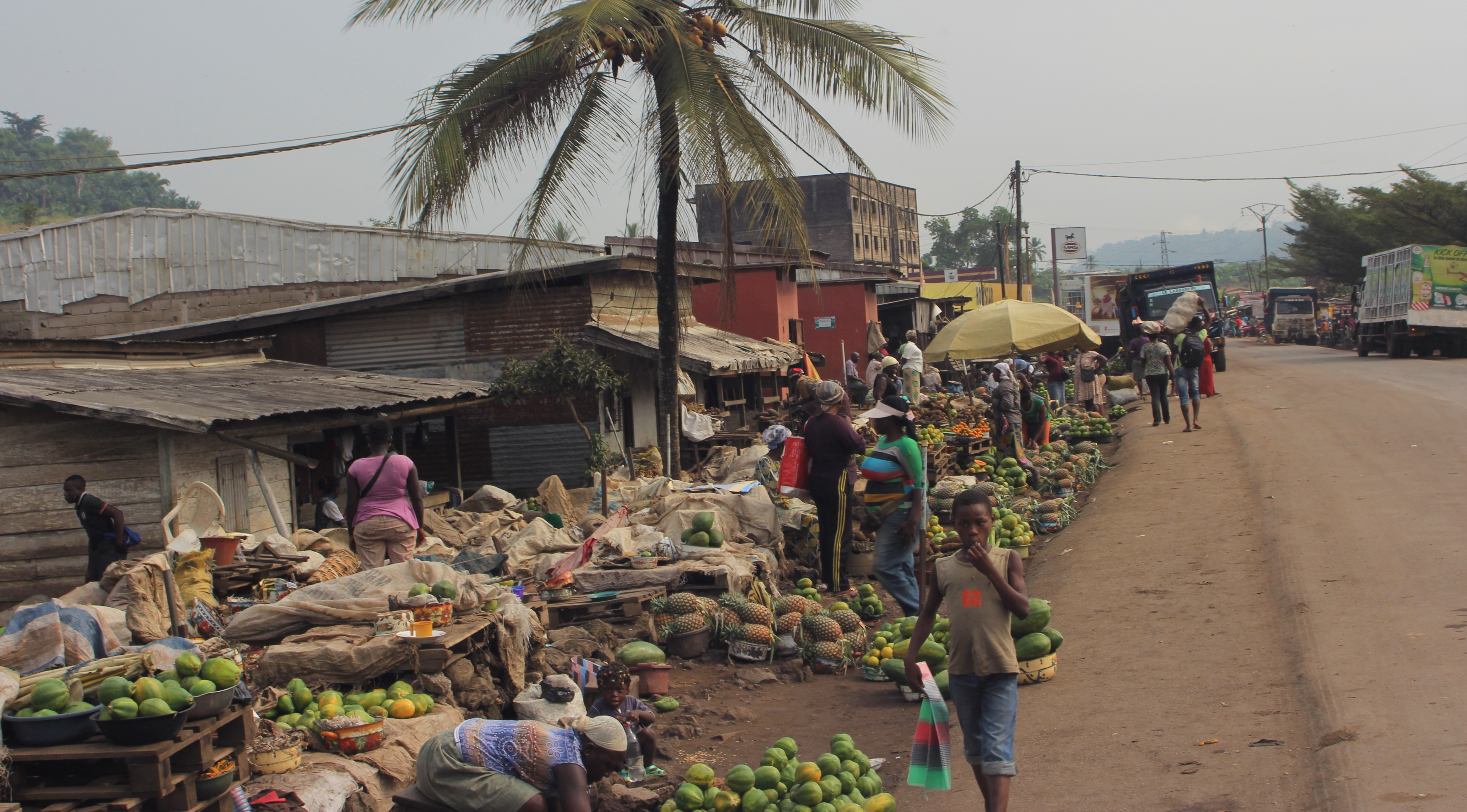
Fruits and Vegetable Market in Penja - Cameroon

- Chefferie Bonkenng Penja

## Structure administrative de la commune
Outre Penja proprement dit, la commune comprend les localités suivantes :
- Bonandam
- Mouatchom
- Mpoula
- Mouataba
- Njombé-Fan
- Moulinkam
- Mboualé
- Mbomé-Ngwandang
- Mbongkota
- Bayilé

## Cultes
La paroisse protestante de Penja Centre relève de l'EEC Église évangélique du Cameroun. La paroisse catholique Saint Luc de Penja relève du diocèse de Nkongsamba. Le culte musulman est dispensé à la mosquée de Penja.

## Économie
Le poivre blanc de Penja, introduit par le planteur de bananes Antoine Decré dans les années 1950, est produit sur les terres volcaniques de la région, il bénéficie d'une indication géographique protégée.

## Personnalités
- Elie Smith, journaliste né à Penja
- Monsieur OLIVIER LOBE PRISO maire de la commune de njombe-penja
- PAUL ERIC KINGUE , homme politique camerounais ,Maire de Njombé-Penja des années  2007 -2008 , fondateur et ex Président National du Mouvement Patriotique pour un Cameroun Nouveau MPCN.